# Desafio ao Galo
O Desafio ao Galo foi um campeonato amador de futebol da cidade de São Paulo, Brasil.

## História
Criado pela TV Record em 1972, por Nilton Travesso e Antônio Augusto Amaral de Carvalho (Tuta) e produzido por Salvador Trédice e Elias Skaf, sendo esses os fundadores do projeto esportivo.  O programa foi exibido aos sábados e domingos de manhã por 20 anos na TV Record e 4 anos na TV Gazeta
Alguns dos narradores esportivos, comentaristas e repórteres de campo, que passaram ao longo do tempo no programa foram: Samuel Ferro,  Fausto Silva, Randal Juliano; os narradores Raul Tabajara, Joseval Peixoto, Estevam Sanginardi e os comentaristas Vital Bataglia, Alberto Helena Júnior, Tiago Leifert, entre outros.
Tornou-se um dos mais prestigiados eventos do futebol de várzea da capital paulista. Às 10h da manhã de cada domingo, era realizada e transmitida ao vivo um duelo. Um sorteio era feito durante o intervalo de cada partida dominical e selecionava o desafiante do time vencedor.
Durante seus 24 anos de existência, revelou grandes craques para o futebol profissional como, Cafu, César Sampaio, Viola, Casagrande, Denílson, Juninho Paulista, entre outros.
Os times que tivessem as maiores sequências invictas eram selecionados para o Super Galo, disputado nos últimos meses do ano. Nos primeiros anos, o Desafio ao Galo acontecia no Estádio Rua Javari (no bairro da Mooca); posteriormente nos campos do União dos Operários (no bairro de Vila Maria) e principalmente o CMTC Clube (no bairro do Pari). O torneio foi extinto em 1996.
Em 2019 o torneio volta a ser realizado, pelas mãos do mesmo fundador do programa, Elias Skaf,  agora com os jogos no Estádio Olímpico do Ibirapuera, com a narração de Joseval Peixoto, comentários rotativos de um membro da equipe da Gazeta e reportagens de Cléo Brandão. Já neste início de retorno da memória do Desafio ao Galo, a Produção entendeu por bem aproximar-se da várzea e convidar, em sistema de rodízio, narradores, comentaristas e repórteres de campo (como Silvio Oliveira, Humberto Laurentino e Vicky Pinheiro). Em 14 de abril de 2019, houve a reestreia com a partida inaugural entre o Paredão da Esquina, de Osasco, e o Gardenais, de Carapicuíba, no Estádio Ícaro de Castro Melo, mais conhecido como Estádio Olímpico do Ibirapuera ou Estádio do Ibirapuera.
Muitas equipes de clubes de futebol amador e também de empresas participaram. Algumas quase imbatíveis, como a do Parque da Mooca, do Centro da Coroa Futebol Clube e da SDR. No ano de 1974, o GR Martinica, time de várzea do Campo Limpo da zona sul, ganhou o direito de enfrentar o Vila Maria FC. O novo Galo vinha de uma façanha colossal, havia vencido por 2 a 0 o Parque da Mooca, pondo fim a uma invencibilidade que durou 26 rodadas.
No dia 19 de julho, as transmissões do Desafio ao Galo são suspensas na TV Gazeta para uma fase de reestruturação. Em 15 de agosto de 2019, é anunciado que o torneio passa a ser transmitido ao vivo pela RBTV, a partir do dia 1 de setembro mantendo como narrador , Joseval Peixoto, das 10h às 12h retomando a competição com o jogo entre o IDM, de Osasco, e o R4 Esporte Clube, no G.D.R. 7 de Setembro no bairro Água Rasa.